# テクスチャーズ (バンド)
テクスチャーズ (Textures)は2001年にオランダで結成されたヘヴィメタルバンドである。

## メンバー

### 現在
- Daniël de Jongh (ボーカル、2010年～2017年) - 元Cilice。
- Bart Hennephof (ギター、ボーカル、2001年～2017年)
- Joe Tal (ギター、2013年～2017年)
- Remko Tielemans (ベース、2007年～2017年)
- Stef Broks (ドラム、2001年～2017年)
- Uri Dijk (シンセサイザー、2010年～2017年) - 2013年にThe Ulex (ソロ・プロジェクト)として初のEP「Old Giant」をリリースした。[1]

### 元メンバー
- Richard Rietdijk (シンセサイザー、2001年～2010年)
- Dennis Aarts (ベース、2001年～2007年)
- Pieter Verpaalen (ボーカル、2001年～2003年)
- Eric Kalsbeek (ボーカル、2004年～2010年) - 現在はBarnaclesで活動中。[2]
- Jochem Jacobs (ギター、ボーカル、2001年～2013年[3]) - 現在はSplit Second Soundでエンジニアとして活動中。

## ディスコグラフィー

### オリジナル・フル・アルバム
- Polars (2003)
- Drawing Circles (2006)
- Silhouettes (2008)
- Dualism (2011)
- PHENOTYPE (2016)

## ミュージック・ビデオ
- Ostensibly Impregnable
- Milestone
- Awake
- Reaching Home
- New Horizons
- Shaping A Single Grain Of Sand
- Illuminate The Trail